# Мост „Макартър“
Мост „Макартър“ (на английски: MacArthur Bridge) е фермов мост, прекосяващ реката Мисисипи при Сейнт Луис. Той свързва щатите Илинойс и Мисури. Строежът му започва през 1909, но поради проблеми с финансирането е открит през 1917. Най-големият отвор е 206 м., а цялата дължина е 5566 м.
Мостът има два етажа, но от 1981 г. горният етаж е затворен за автомобили и само долният етаж служи за преминаване на влакове.
Мостът е наименуван в чест на американския генерал Дъглас Макартър.